# Stevensville (Maryland)
Stevensville és una concentració de població designada pel cens dels Estats Units a l'estat de Maryland. Segons el cens del 2000 tenia 5.880 habitants.

## Demografia
Segons el cens del 2000, Stevensville tenia 5.880 habitants, 2.071 habitatges, i 1.609 famílies. La densitat de població era de 369,8 habitants per km².
Dels 2.071 habitatges en un 45,1% hi vivien nens de menys de 18 anys, en un 65,1% hi vivien parelles casades, en un 8,6% dones solteres, i en un 22,3% no eren unitats familiars. En el 16,9% dels habitatges hi vivien persones soles el 4,1% de les quals corresponia a persones de 65 anys o més que vivien soles. El nombre mitjà de persones vivint en cada habitatge era de 2,84 i el nombre mitjà de persones que vivien en cada família era de 3,22.
Per edats la població es repartia de la següent manera: un 31,5% tenia menys de 18 anys, un 5% entre 18 i 24, un 37,9% entre 25 i 44, un 19,4% de 45 a 60 i un 6,2% 65 anys o més.
L'edat mediana era de 34 anys. Per cada 100 dones de 18 o més anys hi havia 99,6 homes.
La renda mediana per habitatge era de 63.962 $ i la renda mediana per família de 68.190 $. Els homes tenien una renda mediana de 49.245 $ mentre que les dones 31.017 $. La renda per capita de la població era de 23.887 $. Entorn de l'1,8% de les famílies i el 2,5% de la població estaven per davall del llindar de pobresa.

## Poblacions més properes
El següent diagrama mostra les poblacions més properes.